# Belau
Belau là một đô thị thuộc huyện Plön, trong bang Schleswig-Holstein, nước Đức. Đô thị Belau có diện tích 14,89 km², dân số thời điểm 31 tháng 12 năm 2006 là 331 người.